# Pettyes törpesas
A pettyes törpesas (Hieraaetus ayresii) a madarak (Aves) osztályának a vágómadár-alakúak (Accipitriformes) rendjébe, ezen belül a vágómadárfélék (Accipitridae) családjába tartozó faj.

## Rendszerezése
A fajt John Henry Gurney angol bankár és amatőr ornitológus írta le 1862-ben, a Spizaetus nembe Spizartus ayresii néven. Szerepelt az Aquila nemben Aquila ayresii néven is. Faji nevét Thomas Ayres dél-afrikai ornitológusról kapta.

## Előfordulása
Afrikában, Angola, Benin, Botswana, Burkina Faso, Csád, a Dél-afrikai Köztársaság, Dél-Szudán, Elefántcsontpart, Egyenlítői-Guinea, Etiópia, Gabon, Ghána, Guinea, Kamerun, Kenya, a Kongói Köztársaság, a Kongói Demokratikus Köztársaság, Libéria, Malawi, Mozambik, Namíbia, Nigéria, Ruanda, Szenegál, Sierra Leone, Szomália, Szudán, Tanzánia, Togo, Uganda, Zambia és Zimbabwe honos. 
Természetes élőhelyei a szubtrópusi és trópusi síkvidéki és hegyi esőerdők, száraz erdők és szavannák, valamint ültetvények és városi környezet. Vonuló faj.

## Megjelenése
Testhossza 61 centiméter, szárnyfesztávolsága 124 centiméter, testtömege 714-1045 gramm.

## Természetvédelmi helyzete
Az elterjedési területe rendkívül nagy, egyedszáma 670-6700 példány közötti, viszont stabil. A Természetvédelmi Világszövetség Vörös listáján nem fenyegetett fajként szerepel.